# 埃德温·米尔斯
埃德温·米尔斯（英語：Edwin Mills，1878年5月17日—1946年11月12日），英国男子拔河运动员。他曾代表英国参加1908年、1912年和1920年夏季奥林匹克运动会拔河比赛，获得二枚金牌和一枚银牌。